# Fissidens pseudoplurisetus
Fissidens pseudoplurisetus là một loài Rêu trong họ Fissidentaceae. Loài này được J. Bordin, R.A. Pursell & O. Yano mô tả khoa học đầu tiên năm 2011.